# One mosse
One mosse är en sjö i Kungsbacka kommun i Halland och ingår i Kungsbackaån-Göta älvs kustområde. One mosse ligger i Sandsjöbacka Natura 2000-område. Sjön är 2,8 meter djup, har en yta på 0,04 kvadratkilometer och befinner sig 42 meter över havet.